# Hello (мини-альбом Джой)
| Оценки критиков | Оценки критиков |
| Источник        | Оценка          |
| --------------- | --------------- |
| IZM             | [ 1 ]           |

Hello (с англ. — «Привет») — дебютный мини-альбом южнокорейской певицы Джой. Выпущен 31 мая 2021 года лейблом SM Entertainment и продаётся как специальный альбом. Состоит из шести ремейков песен 1990-х и 2000-х годов, включая заглавную песню «Hello» и предварительно выпущенный сингл «Je T’aime». Кроме того, в записи альбома приняли участие несколько популярных музыкантов, таких как Kenzi, Хван Сон Чжэ, Хван Хен, MinGtion, Пак Мун Чи и Ланди Блюз.

## История
12 мая StarNews сообщило, что Джой выпустит свой первый сольный альбом в мае. Позже SM Entertainment подтвердили через Newsen, что певица готовит альбом, но не уточнили дату релиза в то время. 17 мая было объявлено, что 31 мая выйдет альбом Hello, состоящий из шести ремейков песен, выпущенных с 1990 по 2000-е годы. 26 мая был выпущен предварительный сингл «Je T’aime», который является ремейком одноимённой песни группы Hey выпущеной в 2001 году. Мини-альбом был выпущен в формате цифровой дистрибуции 31 мая вместе с музыкальным клипом на заглавный трек «Hello».

## Список треков
| №                   | Название                                   | Текст песни                        | Музыка              | Аранжировка            | Длительность |
| ------------------- | ------------------------------------------ | ---------------------------------- | ------------------- | ---------------------- | ------------ |
| 1.                  | «Hello» (안녕)                             | Пак Хе Гён Кан Хён Мин Пак Чжи Вон | Кан Хё Мин          | Kenzie                 | 3:38         |
| 2.                  | «Je T'aime»                                | Ли До Ён                           | Ю Чжон Ён           | Хван Сон Чжэ           | 4:21         |
| 3.                  | «Day by Day»                               | Юн Са Ла                           | Шим Са Вон          | Мин Чжи Сэн (minGtion) | 4:10         |
| 4.                  | «If Only» (좋을텐데, при участии Паул Ким) | Юн Ён Чжун                         | Юн Ён Чжун          | Хван Хён (MonoTree)    | 3:48         |
| 5.                  | «Happy Birthday to You»                    | Ю Ки Хван                          | Квон Джин Вон       | Ланди Блюз             | 2:54         |
| 6.                  | «Be There for You» (그럴때마다)            | Ю Хи Ёль                           | Ю Хи Ёль            | Пак Мун Чи             | 3:57         |
| Общая длительность: | Общая длительность:                        | Общая длительность:                | Общая длительность: | Общая длительность:    | 22:45        |

## Чарты
| Чарты (2021)            | Высшая позиция | Продажи          |
| ----------------------- | -------------- | ---------------- |
| Республика Корея (Gaon) | 4              | KOR: 133,108     |
| Япония (Oricon)         | 31             | JPN: 2363 (Физ.) |

## История релиза
| Регион           | Дата            | Формат                        | Лейбл      |
| ---------------- | --------------- | ----------------------------- | ---------- |
| Мир              | 31 мая 2021     | Цифровая дистрибуция стриминг | SM Dreamus |
| Республика Корея | 3 июня 2021     | CD кассета                    | SM Dreamus |
| Республика Корея | 30 августа 2021 | Виниловая пластинка           | SM Dreamus |